# КВ-1с
КВ-1С — советский тяжёлый танк периода Великой Отечественной войны. Аббревиатура КВ означает «Клим Ворошилов» — официальное название серийных советских тяжёлых танков выпуска 1942—1943 годов. Индекс «С» означает «скоростную» модификацию первой серийной модели танка КВ-1.

## Производство
Эта боевая машина была разработана конструкторским бюро Челябинского тракторного завода (ЧТЗ) в мае — июле 1942 года в связи с жалобами командиров Рабоче-крестьянской Красной армии (РККА) на низкую подвижность и надёжность исходного варианта тяжёлого танка КВ-1. С целью снижения общей массы танка были несколько уменьшены его габариты и ослаблено бортовое бронирование. В результате этих мер возросли средняя и максимальная скорости движения танка, вместе с введением новой коробки передач удалось несколько повысить общую надёжность машины при её эксплуатации в войсках. По сравнению с КВ-1 вооружение осталось прежним, но эффективность его использования возросла — место командира танка стало оснащаться наблюдательной башенкой, что улучшило обзор поля боя.
| Год   | Модель | 1     | 2     | 3     | 4     | 5     | 6     | 7     | 8     | 9     | 10    | 11    | 12    | Всего  |                                        |
| 1942  | КВ-1с  |       |       |       |       |       |       |       | 34    | 174   | 166*  | 125** | 125   | 624    |                                        |
| 1942  | КВ-8с  |       |       |       |       |       |       |       |       | 6     | 9     | 10*** |       | 25**** |                                        |
| 1942  | Всего  |       |       |       |       |       |       | 2*    | 34    | 180   | 175   | 135   | 125   | 649    |                                        |
| 1943  | КВ-1с  | 92    | 72    | 52    | 50    | 75    | 30    | 52    | 39    |       |       |       |       | 462    |                                        |
| 1943  | КВ-8с  | 7     | 3     |       |       |       |       |       |       |       |       |       |       | 10     |                                        |
| 1943  | Всего  | 99    | 75    | 52    | 50    | 75    | 30    | 52    | 39    |       |       |       |       | 472    |                                        |
| Итого | Итого  | Итого | Итого | Итого | Итого | Итого | Итого | Итого | Итого | Итого | Итого | Итого | Итого | 1121   | Всего выпустили 1086 КВ-1с и 35 КВ-8с. |

* Из них 65 с корпусами КВ-1; ** из них 5 с корпусами КВ-1; *** из них 7 с корпусами КВ-1; **** все танки имели башни от КВ-8.

## Описание конструкции
КВ-1с по своей сути являлся модернизацией средней глубины по отношению к оригинальной модели КВ-1. Основной целью модернизации было уменьшение общей массы танка, повышение его скорости и надёжности при эксплуатации, решение неудовлетворительной эргономики рабочих мест экипажа на КВ-1. По сравнению с КВ-1 «скоростная» его модификация получила менее габаритный и массивный (в том числе за счёт ослабления бронирования) корпус, новую башню с кардинально улучшенной эргономикой, новую более надёжную коробку переключения передач. Вооружение и моторная группа остались без изменений. КВ-1с имел классическую компоновку, как и все другие серийные советские тяжёлые и средние танки того времени. Бронекорпус от носа к корме последовательно делился на отделение управления, боевое отделение и моторно-трансмиссионное отделение. Механик-водитель и стрелок-радист размещались в отделении управления, три других члена экипажа имели рабочие места в боевом отделении, которое объединяло среднюю часть бронекорпуса и башню. Там же располагались орудие, боезапас к нему и часть топливных баков. Двигатель и трансмиссия были установлены в корме машины.

### Броневой корпус и башня
Броневой корпус танка сваривался из катаных броневых плит толщиной 75, 60, 40, 30 и 20 мм. Броневая защита дифференцированная, противоснарядная. Броневые плиты лобовой части машины устанавливались под рациональными углами наклона. Обтекаемая башня представляла собой броневую отливку сложной геометрической формы, её борта толщиной 75 мм располагались под углом к вертикали для повышения снарядостойкости. Лобовая часть башни с амбразурой для орудия, образованная пересечением четырёх сфер, отливалась отдельно и сваривалась с остальными бронедеталями башни. Маска орудия представляла собой цилиндрический сегмент гнутой катаной бронеплиты и имела три отверстия — для пушки, спаренного пулемёта и прицела. Толщина брони маски орудия и лба башни достигала 82 мм. Башня устанавливалась на погон диаметром 1535 мм в броневой крыше боевого отделения и фиксировалась захватами во избежание сваливания при сильном крене или опрокидывании танка. Погон башни размечался в тысячных для стрельбы с закрытых позиций.
Механик-водитель располагался по центру в передней части бронекорпуса танка, слева от него находилось рабочее место стрелка-радиста. Три члена экипажа располагались в башне: слева от орудия были рабочие места наводчика и командира танка, а справа — заряжающего. Командир машины имел литую наблюдательную башенку с толщиной вертикальной брони до 60 мм. Посадка и выход экипажа производились через два круглых люка: один в башне над рабочим местом заряжающего и один на крыше корпуса над рабочим местом стрелка-радиста. Корпус также имел днищевой люк для аварийного покидания экипажем танка и ряд люков, лючков и технологических отверстий для погрузки боекомплекта, доступа к горловинам топливных баков, другим узлам и агрегатам машины.

### Вооружение
Основным вооружением КВ-1с являлась пушка ЗИС-5 калибра 76,2 мм. Орудие монтировалось на цапфах в башне и было полностью уравновешено. Сама башня с орудием ЗИС-5 также являлась уравновешенной: её центр масс располагался на геометрической оси вращения. Пушка ЗИС-5 имела вертикальные углы наводки от −5 до +25°. Выстрел производился посредством электроспуска, а также ручного механического спуска.
Боекомплект орудия составлял 114 выстрелов унитарного заряжания. Боеукладка находится в башне и вдоль обоих бортов боевого отделения. 
На танке КВ-1с устанавливались три 7,62-мм пулемёта ДТ: спаренный с орудием, а также курсовой и кормовой в шаровых установках. Боекомплект ко всем ДТ составлял 3000 патронов. Эти пулемёты монтировались таким образом, что при необходимости их можно было снять с установок и использовать вне танка. Также для самообороны экипаж имел несколько ручных гранат Ф-1 и иногда снабжался сигнальным пистолетом.

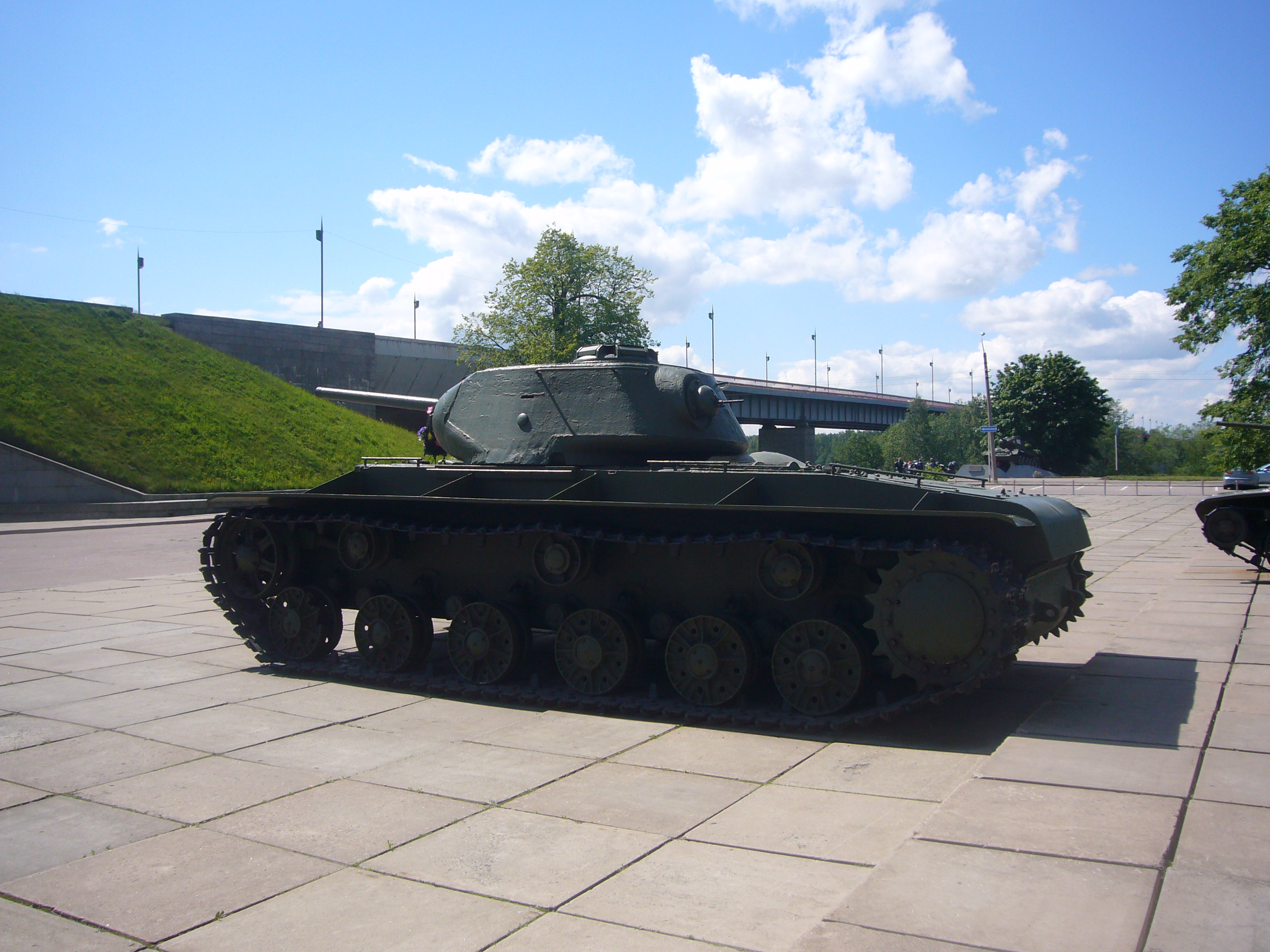
КВ-1с у диорамы «Прорыв блокады Ленинграда». Вид слева-сзади

### Двигатель
КВ-1с оснащался четырёхтактным V-образным 12-цилиндровым дизельным двигателем В-2К мощностью 600 л. с. (441 кВт). Пуск двигателя обеспечивался стартером СТ-700 мощностью 15 л. с. (11 кВт) или сжатым воздухом из двух резервуаров ёмкостью 5 л в боевом отделении машины. КВ-1с имел плотную компоновку, при которой основные топливные баки объёмом 600—615 л располагались и в боевом, и в моторно-трансмиссионном отделении. Танк также оснащался четырьмя наружными дополнительными топливными баками общей ёмкостью 360 л, не связанными с топливной системой двигателя.

### Трансмиссия
Танк КВ-1с оснащался механической трансмиссией, в состав которой входили:
- многодисковый главный фрикцион сухого трения «стали по феродо»;
- четырёхступенчатая коробка передач с демультипликатором (8 передач вперёд и 2 назад);
- два многодисковых бортовых фрикциона с трением «сталь по стали»;
- два бортовых планетарных редуктора.

Все приводы управления трансмиссией — механические. Практически все авторитетные печатные источники признают одним из самым существенных недостатков танков КВ-1 и машин на его базе низкую общую надёжность трансмиссии в целом, и на КВ-1с была установлена новая коробка передач, впоследствии применённая на ИС-2.

### Ходовая часть

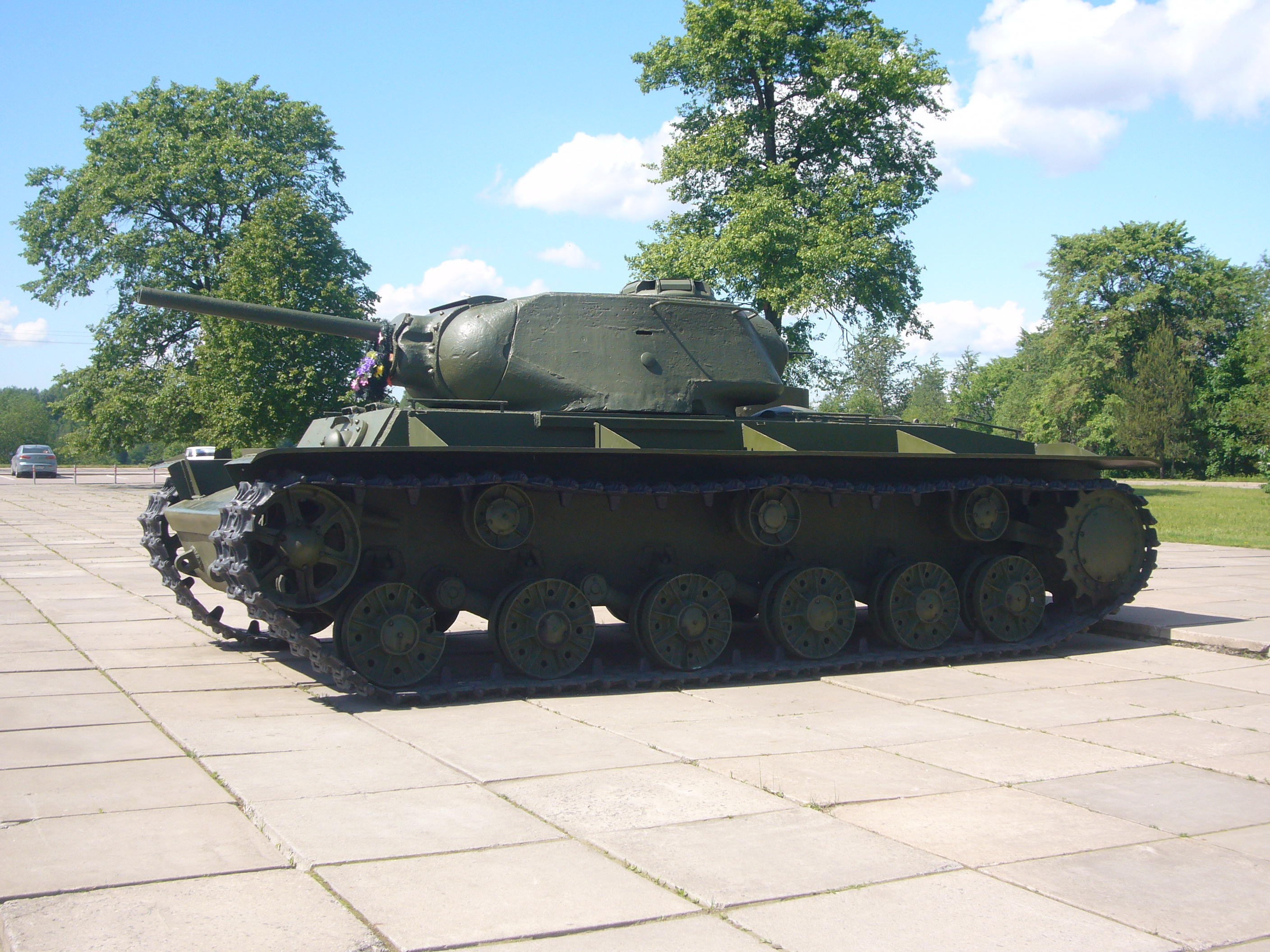
КВ-1с у диорамы «Прорыв блокады Ленинграда». Вид слева

Ходовая часть танка КВ-1с сохранила все технические решения аналогичного узла танка КВ-1, однако ряд деталей был уменьшен в размерах с целью уменьшения общей массы танка. Подвеска машины — индивидуальная торсионная для каждого из 6 цельнолитых двускатных опорных катков диаметра 600 мм на борт. Опорные катки были двух видов: с отверстиями круглой формы, установленные на большинстве КВ-1с, и с отверстиями треугольной формы, большего размера (вырезы облегчения располагались между лучами-рёбрами катков). Данные катки были установлены на КВ-1с колонны «Московский Колхозник» (см. известное фото). Напротив каждого опорного катка к бронекорпусу приваривались ограничители хода балансиров подвески. Зацепление — цевочное, венцы — съёмные. Верхняя ветвь гусеницы поддерживалась тремя поддерживающими катками на борт. Механизм натяжения гусеницы — винтовой; каждая гусеница состояла из 86—90 одногребневых траков шириной 608 мм. По сравнению с танком КВ-1 ширина гусеницы была уменьшена на 92 мм.

### Электрооборудование
Электропроводка в танке КВ-1с была однопроводной, вторым проводом служил бронекорпус машины. Исключение составляла цепь аварийного освещения, которая была двухпроводной. Источниками электроэнергии (рабочее напряжение 24 В) были генератор ГТ-4563А с реле-регулятором РРА-24 мощностью 1 кВт и четыре последовательно соединённые аккумуляторные батареи марки 6-СТЭ-128 общей ёмкостью 256 А·ч. Потребители электроэнергии включали в себя:
- электромотор поворота башни;
- наружное и внутреннее освещение машины, приборы подсветки прицелов и шкал измерительных приборов;
- наружный звуковой сигнал и цепь сигнализации от десанта к экипажу машины;
- контрольно-измерительные приборы (амперметр и вольтметр);
- электроспуск пушки;
- средства связи — радиостанция и танковое переговорное устройство;
- электрика моторной группы — стартер СТ-700, пусковое реле РС-371 или РС-400 и т. д.

### Средства наблюдения и прицелы
На КВ-1с впервые для крупносерийного советского танка установили командирскую башенку с пятью смотровыми щелями с защитными стёклами. Механик-водитель в бою вёл наблюдение через смотровой прибор с триплексом, который защищался броневой заслонкой. Этот смотровой прибор устанавливался в бронированном люке-пробке на лобовой бронеплите по продольной осевой линии машины. В спокойной обстановке этот люк-пробка мог быть выдвинут вперёд, обеспечивая механику-водителю более удобный непосредственный обзор с его рабочего места.
Для ведения огня КВ-1с оснащался двумя орудийными прицелами — телескопическим ТОД-6 для стрельбы прямой наводкой и перископическим ПТ-6 для стрельбы с закрытых позиций. Головка перископического прицела защищалась специальным броневым колпаком. Для обеспечения возможности огня в тёмное время суток шкалы прицелов имели приборы подсветки. Курсовой и кормовой пулемёты ДТ могли комплектоваться прицелом ПУ от снайперской винтовки с трёхкратным увеличением.

### Средства связи
Средства связи включали в себя радиостанцию 9Р (или 10Р, 10РК-26) и переговорное устройство ТПУ-4-Бис на 4 абонента.
Радиостанции 10Р или 10РК представляли собой комплект из передатчика, приёмника и умформеров (одноякорных мотор-генераторов) для их питания, подсоединяемых к бортовой электросети напряжением 24 В.
10Р представляла собой симплексную ламповую гетеродинную коротковолновую радиостанцию, работающую в диапазоне частот от 3,75 до 6 МГц (соответственно длины волн от 50 до 80 м). На стоянке дальность связи в телефонном (голосовом) режиме достигала 20—25 км, в движении она несколько уменьшалась. Бо́льшую дальность связи можно было получить в телеграфном режиме, когда информация передавалась телеграфным ключом азбукой Морзе или иной дискретной системой кодирования. Стабилизация частоты осуществлялась съёмным кварцевым резонатором, плавная подстройка частоты отсутствовала. 10Р позволяла вести связь на двух фиксированных частотах; для их смены использовался другой кварцевый резонатор из 15 пар в комплекте радиостанции.
Радиостанция 10РК являлась технологическим улучшением предыдущей модели 10Р, она стала проще и дешевле в производстве. У этой модели появилась возможность плавного выбора рабочей частоты, число кварцевых резонаторов было уменьшено до 16. Характеристики по дальности связи значительных изменений не претерпели.
Танковое переговорное устройство ТПУ-4-Бис позволяло вести переговоры между членами экипажа танка даже в сильно зашумлённой обстановке и подключать шлемофонную гарнитуру (головные телефоны и ларингофоны) к радиостанции для внешней связи.

## Боевое применение
Создание КВ-1с было оправданным шагом в условиях неудачного первого этапа войны. Однако этот шаг лишь приблизил КВ к средним танкам. Армия так и не получила полноценного (по более поздним стандартам) тяжёлого танка, который бы резко отличался от средних по боевой мощи. Таким шагом могло бы стать вооружение танка новой, более мощной пушкой калибра 85-мм. Но дальше экспериментов в 1942 году дело не пошло, так как установка 85-мм орудия потребовала бы более серьёзной переработки конструкции башни, чем предполагали в начале, а в перспективе обещало некоторое сокращение объёма выпуска КВ-1с зимой 1942—1943 годов: быстро развернуть выпуск новых танковых пушек калибра 85-мм не представлялось возможным.
После появления в германской армии тяжёлых танков Pz. VI («Тигр») с 88-мм пушкой КВ в одночасье устарели: они были неспособны на равных бороться с немецкими тяжёлыми танками. Осенью 1943 года было выпущено некоторое количество КВ-85 (разработанный на базе КВ-1с танк с 85-мм пушкой), но затем производство КВ было свёрнуто в пользу ИС-1.
Небольшое количество КВ-1с продолжало использоваться и в 1945 году; в частности, в феврале 1945 года 68-я танковая бригада, участвовавшая в боях на Кюстринском плацдарме, имела два танка этого типа.
На 1 января 1943 года в РККА числились 1376 КВ всех типов, на 1 января 1944 года — 1067, из них 555 на фронтах. Безвозвратные потери за 1944 год составили:
| январь | февраль | март | апрель | май | июнь | июль | август | сентябрь | октябрь | ноябрь | декабрь | Всего |
| 81     | 49      | 49   | 33     | 36  | 82   | 10   | 16     | 16       | 35      | 8      | 6       | 421   |
| ------ | ------- | ---- | ------ | --- | ---- | ---- | ------ | -------- | ------- | ------ | ------- | ----- |

На 1 января 1945 года в РККА числился 581 танк, из них 180 на фронтах.

## Сохранившиеся экземпляры
До настоящего времени сохранился только один танк КВ-1с, ещё два сохранившихся танка являются опытным и переходным от КВ-1 вариантами «скоростной» модификации.
- В 2006 году в г. Кировск (Ленинградская область) был поднят со дна болота и отреставрирован на Шлиссельбургском судоремонтном заводе (но практически без траков правой гусеницы) танк КВ-1с.
- В музее под открытым небом на Поклонной горе (Москва) экспонируется макет танка с подписью «КВ-1С»
- Ещё один мемориальный танк КВ в посёлке Парфино Новгородской области, выпущенный в 1942 году, представляет собой переходный вариант от КВ-1 к КВ-1с: от первого использован бронекорпус, а от последнего — башня и ряд элементов ходовой части.
- Опытный танк КВ-1с (он же «Объект 238» или КВ-85Г), у которого штатная 76-мм пушка была заменена на 85-мм орудие, экспонируется в Бронетанковом музее в подмосковной Кубинке.

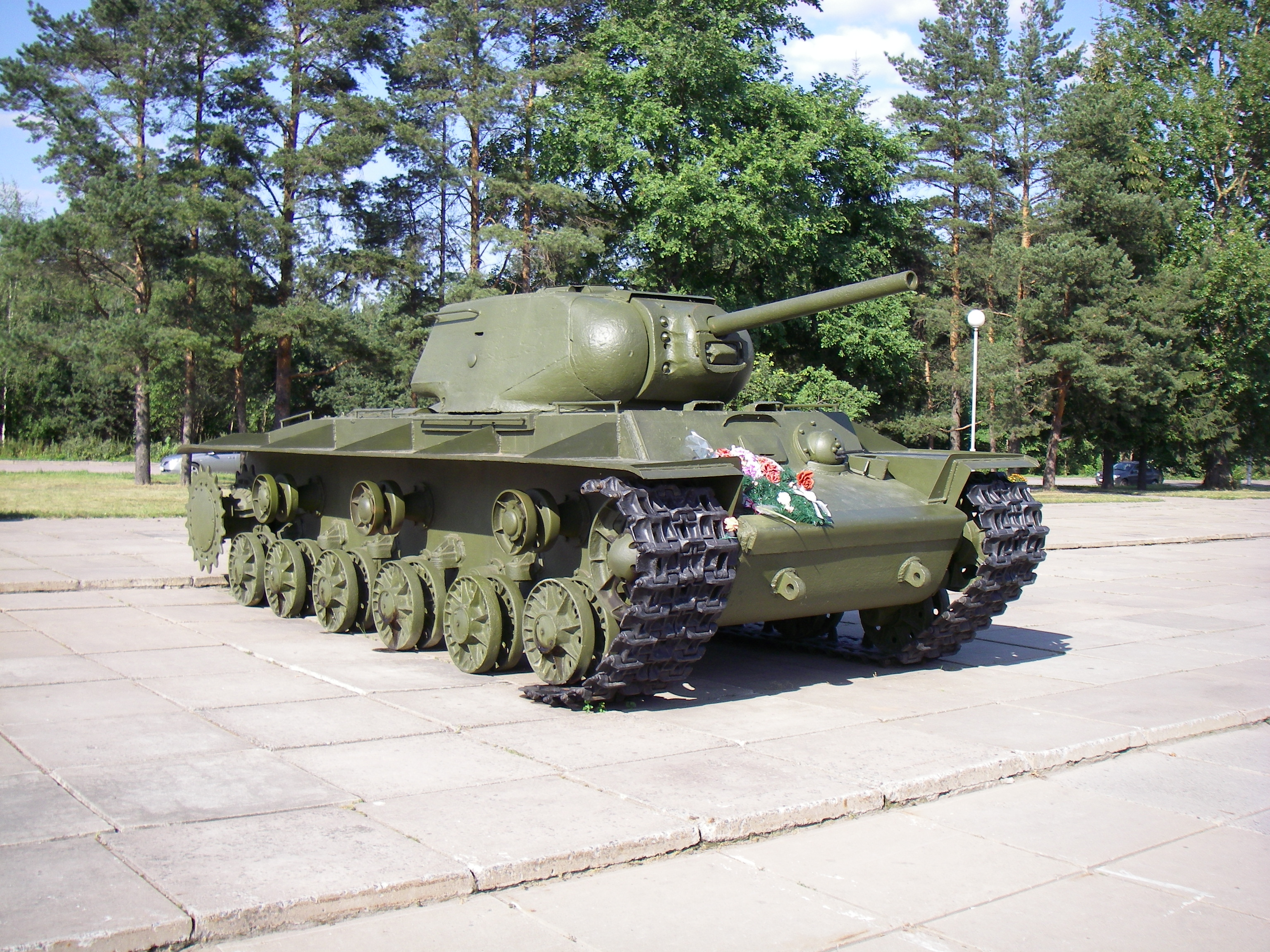
КВ-1с, установленный у музея-диорамы «Прорыв блокады Ленинграда» г. Кировск
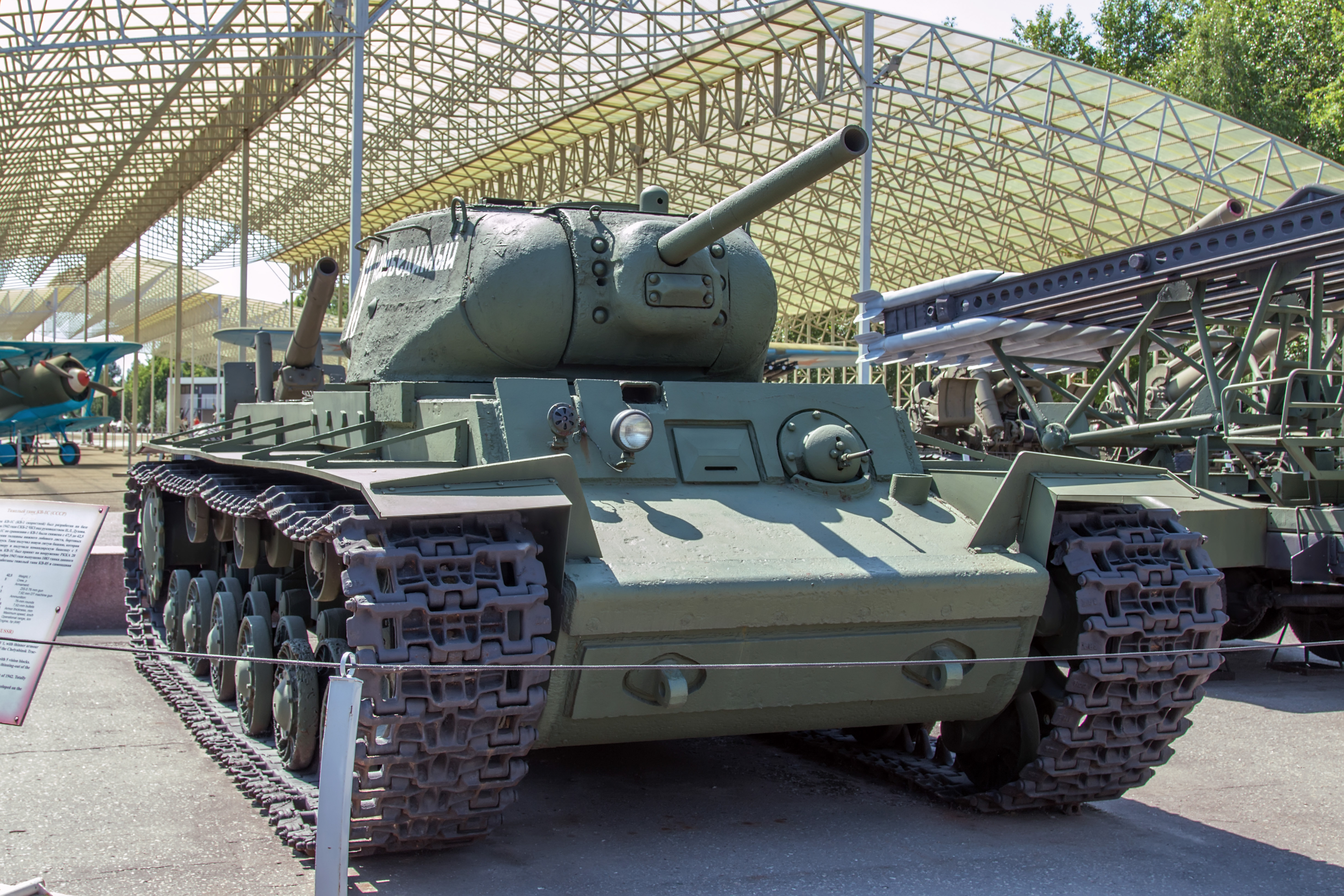
Макет КВ-1с в Центральном музее Великой Отечественной войны на Поклонной горе
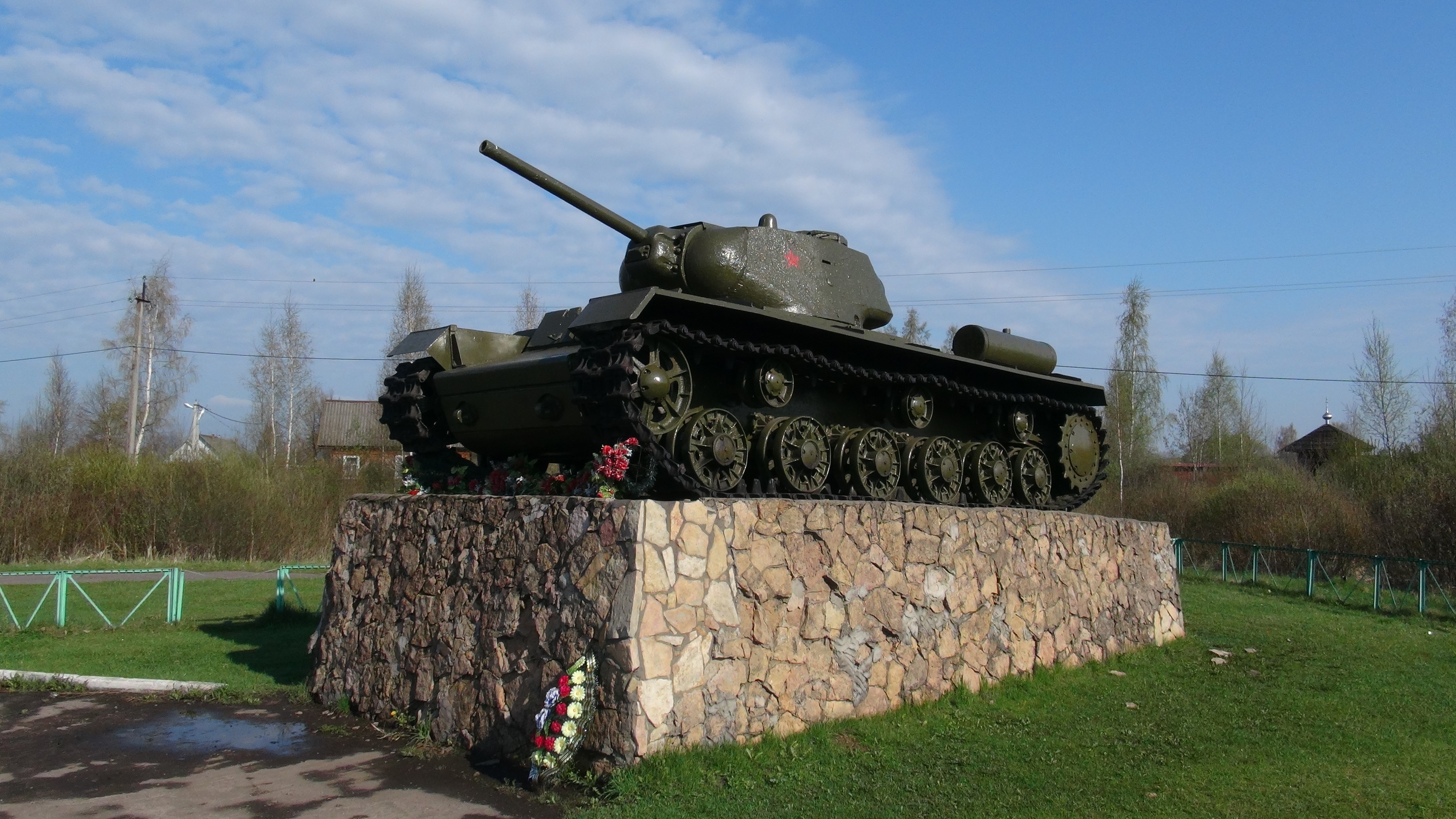
КВ-1с в посёлке Парфино
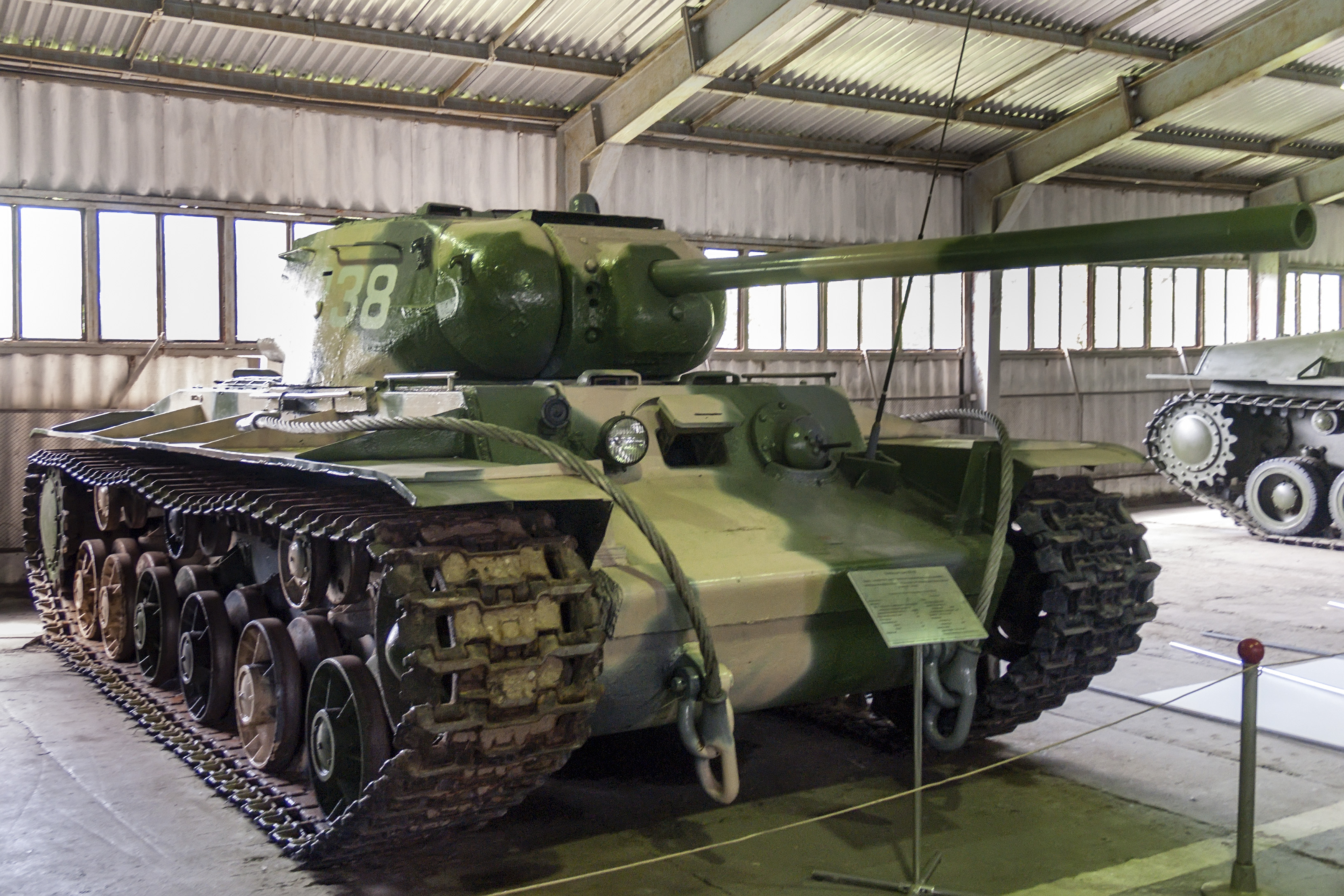
КВ-1с (КВ-85Г) в Бронетанковом музее в Кубинке

## КВ-1с в компьютерных играх
КВ-1с присутствует в следующих компьютерных играх:
- В варгейме «Линия Фронта: Битва за Харьков» (мировое название: «Achtung Panzer: Kharkov 1943»).
- В танковой MMO-игре «World of Tanks», как советский тяжёлый танк 6 уровня (КВ-1С) и коллекционный танк 6 уровня (КВ-85) в ветке тяжёлых танков СССР с танковой 122 мм пушкой. Из-за названия среди игроков он получил прозвище «Квас».
- В игре «Close Combat III: The Russian Front[англ.]» (англ.) и её ремейке «Close Combat: Cross of Iron[англ.]» (англ.).
- В стратегии «Блицкриг».
- В модификации «Освобождение 1941—45» (Liberation mod) для Operation Flashpoint: Resistance.
- В игре «Red Orchestra: Ostfront 41—45».
- В стратегии «Sudden Strike 2» («Противостояние 4») и в её модах (Real War Game).
- В стратегии «В тылу врага 2» .
- «World of Tanks Blitz» как советский тяжёлый танк 6 уровня в ветке тяжёлых танков СССР
- В War Thunder КВ-1С с 76-мм пушкой, представлен как техника 2 ранга введённая в игру с обновлением 1.57 «Весенний Марш».
- В танковой MMO-игре «Ground War: Tanks» от Mail.ru.

Стоит учесть, что отражение тактико-технических характеристик бронетехники и особенностей её применения в бою в компьютерных играх часто очень далеко от реальности.

## В моделизме
Ark models (Россия) 1/35 